# القشاباه
ال قشاباه یک منطقهٔ مسکونی در یمن است که در استان ابین واقع شده‌است.